# 데스퍼럿 크로싱
데스퍼럿 크로싱은 2011년에 제작된 단편 영화이다.

## 줄거리
화장실에 가고 싶어하는 죄수와 신입 경찰관 사이에서 생긴 갈등을 그린 단편 영화이다.

## 연출 의도
사소한 착각으로 생긴 두 캐릭터 간의 갈등을 단편 영화로 그려냈다.